# Пекхэм, Роуз
Роуз (Роза) Пекхэм (англ. Rosa (Rose) Peckham; 1842—1922) — американская художница.

## Биография
Родилась 28 октября 1842 года в штате Коннектикут.
Изучала искусство в Париже в Академии Жюлиана вместе со своей сестрой Кейт с 1875 года. Училась у Жюля Лефевра. В Париже познакомилась с Джорджем Хили и Мэри Кэссетт.
Жила и работала в городе Провиденс, штат Род-Айленд, а также в Коннектикуте. За два года до смерти художницы Эбигейл Ньерикер, с которой находилась в Париже, написала её портрет и отослала в её родной город Конкорд, штат Массачусетс. В настоящее время он находится в Orchard House — доме-музее семьи Олкотт.
Основатель и член Providence Art Club (1880), его вице-президент в 1883—1885 годах. Участница выставок в Национальной академии дизайна, Бостоне и Провиденсе, а также Парижского салона.
Умерла 23 августа 1922 года в штате Коннектикут.